# 57-мм пушка Гочкиса
«Пушка Гочкиса» — семейство легких 57-мм морских орудий, разработанных в 1885 году для защиты от миноносцев. Было произведено много вариантов, часто по лицензии, которые имели длину от 40 до 58 калибров, причем 40 калибр был наиболее распространенным. Орудия широко использовались флотами многих стран и часто использовались обеими сторонами конфликта. В качестве противоминных 6-фунтовые орудия быстро устарели и были заменены более крупными орудиями.
Это привело к их использованию на берегу во время Первой мировой войны в качестве первых танковых орудий и в качестве зенитных орудий. Во время Второй мировой войны 6-фунтовые орудия были возвращены в эксплуатацию для вооружения небольших боевых кораблей.

## Характеристики
Имелось три различных по длине ствола:
- 57-мм/40,
- 57-мм/50,
- 57-мм/58.

Теоретическая скорострельность орудия была 30 выстрелов в минуту.
Максимальная практическая скорострельность орудий составляла 15—20 выстрелов в минуту.
Для всех пушек в основном применялось два вида снарядов (гранат):

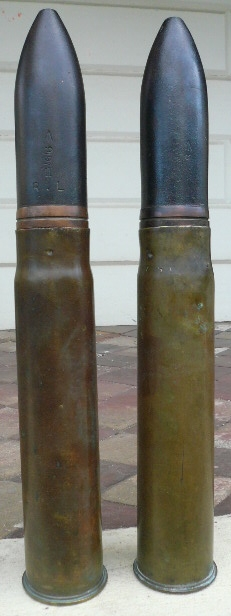
Выстрел слева — Mk II, изготовленный в 9/1891 Королевской лабораторией.

- Русские 2,22 кг.[1] В случае с данной гранатой начальная скорость снаряда достигала 650 м/с.
- Французские 2,72 кг.[1]
- Но иногда использовались картечные снаряды: Русские 2,79 кг.

Выстрелы орудия комплектовались в виде унитарного патрона 57×307 мм R.

## История эксплуатации

### Аргентина
Аргентина приняла на вооружение 40-калиберные 6-фунтовые пушки Hotchkiss в 1890-х годах для вооружения своих четырёх броненосных крейсеров типа Giuseppe Garibaldi, купленных у Италии. В то время аргентинцы были заняты гонкой вооружений с Чили. Последние корабли этого класса были выведены из эксплуатации 2 августа 1954 года. Аргентинские корабли, вооруженные 6-фунтовыми пушками, включают:
- ARA General Belgrano
- ARA Garibaldi
- ARA Pueyrredón
- ARA San Martin

### Российская империя
Год принятия на вооружение в Российской Империи 1904.
В дополнение к закупленым орудиям длиной 40 калибрам, орудия длиной 50 и 58 калибров производились по лицензии на Обуховском заводе. Они были установлены на минных крейсерах и подводных лодках, построенных с 1905 по 1917 год. Начиная с 1909—1910 годов большинство крупных надводных кораблей заменили свои 6-фунтовые орудия на 75-мм орудия образца 1892 года и 102-мм пушки Обуховского завода, когда боевой опыт русско-японской войны показал, что 6-фунтовые орудия малоэффективны. В 1911-12 годах часть орудий передано армии для использовании в береговой артиллерии, а в 1914 году некоторые были переделаны в зенитные орудия. В дополнение к пушкам Гочкиса были также пушки Норденфельда, которые использовались в береговой обороне. Финляндия унаследовала некоторое количество 6-фунтовых орудий и использовала их в течение Зимней войны и Второй мировой войны в качестве береговой артиллерии.
- Подводные лодки типа «Барс»
- Подводные лодки типа «Морж»
- Подводные лодки типа «Нарвал»
- Минные крейсера типа «Всадник»
- Минные крейсера типа «Охотник»
- Минные крейсера типа «Финн»
- Минные крейсера типа «Украйна»

### Япония
Япония приняла на вооружение свои эсминцы, бронепалубные крейсера и безброные крейсера 6-фунтовой пушки Hotchkiss длиной 40 калибров в 1880-х годах. Японские версии 6-фунтовой пушки были известны как пушки Яманучи и были в значительной степени идентичны британским. Корабли по обе стороны Первой китайско-японской войны и Русско-японской войны были вооружены 6-фунтовыми пушками Hotchkiss. 6-фунтовая пушка была стандартным вспомогательным вооружением на большинстве японских эсминцев, построенных между 1890 и 1920 годами, и всё ещё находилась на вооружении вплоть до войны на Тихом океане.
- тип «Икадзути»
- тип «Муракумо»
- тип «Акацуки»
- тип «Сиракумо»
- тип «Харусамэ»

### Танковые орудия
6-фунтовая пушка использовалась для оснащения версий британских танков Mk I — Mk III. В 1916 году британская армия столкнулась с трудностями быстрой разработки нового класса оружия. Существующая 6-фунтовая морская пушка Hotchkiss лучше всего подходила (достаточно компактное оружие, чтобы поместиться в танковый спонсон и имела достаточно тяжёлый фугасный снаряд). Начальная скорость этих снарядов составляла 554 м/с, а максимальная дальность стрельбы ими — 6860 м. В каждом боковом спонсоне устанавливалось по одной пушке, то есть по две на танк, способные стрелять вперед или вбок, такие танки назывались «самцы». Танки, вооруженные только пулемётами, обозначались как «Самки».
Орудие оказалось слишком длинным для практического использования, так как срез ствола мог соприкасаться с землей или другими препятствиями, когда танк двигался по пересечённой местности. Британцы предпочли укоротить орудие, а не менять его местоположение, и установили в 1917 году в танке Mark IV на более короткое QF 6 pounder 6 cwt Hotchkiss .

## Галерея

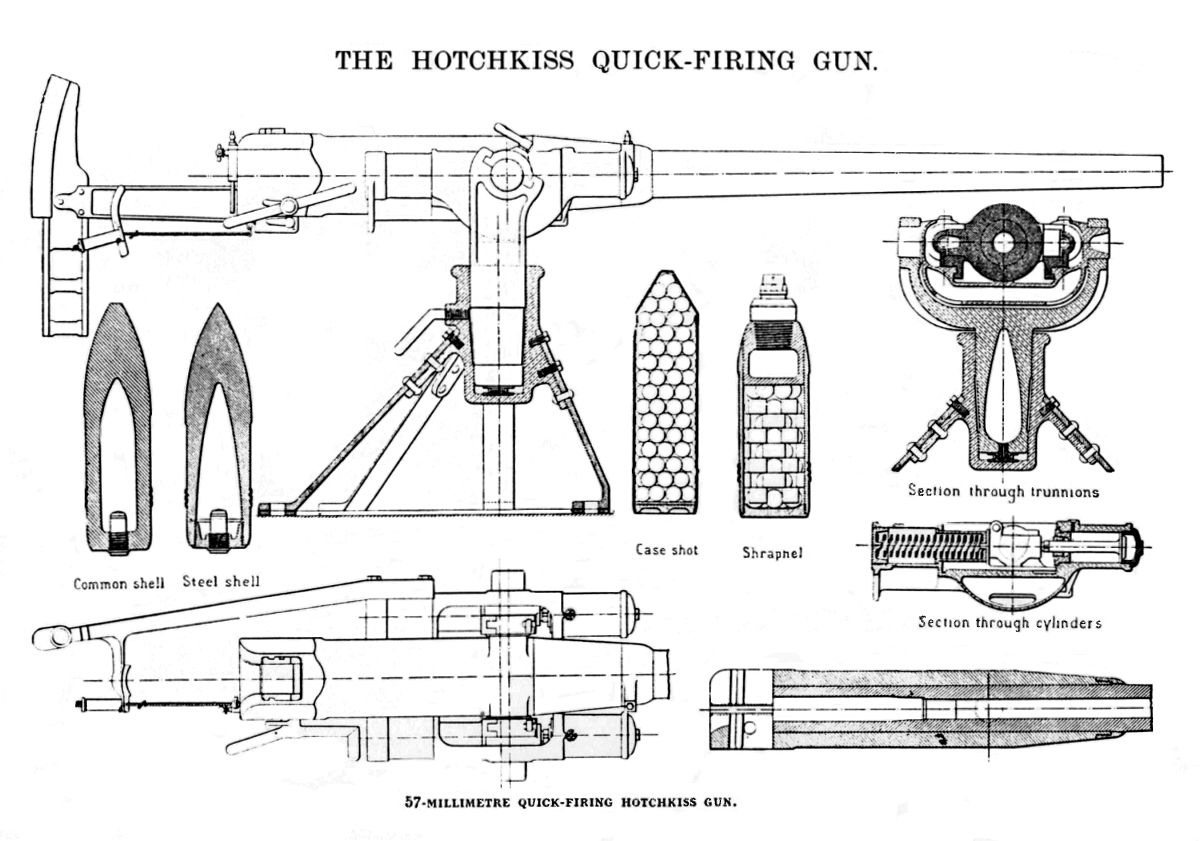
Диаграмма
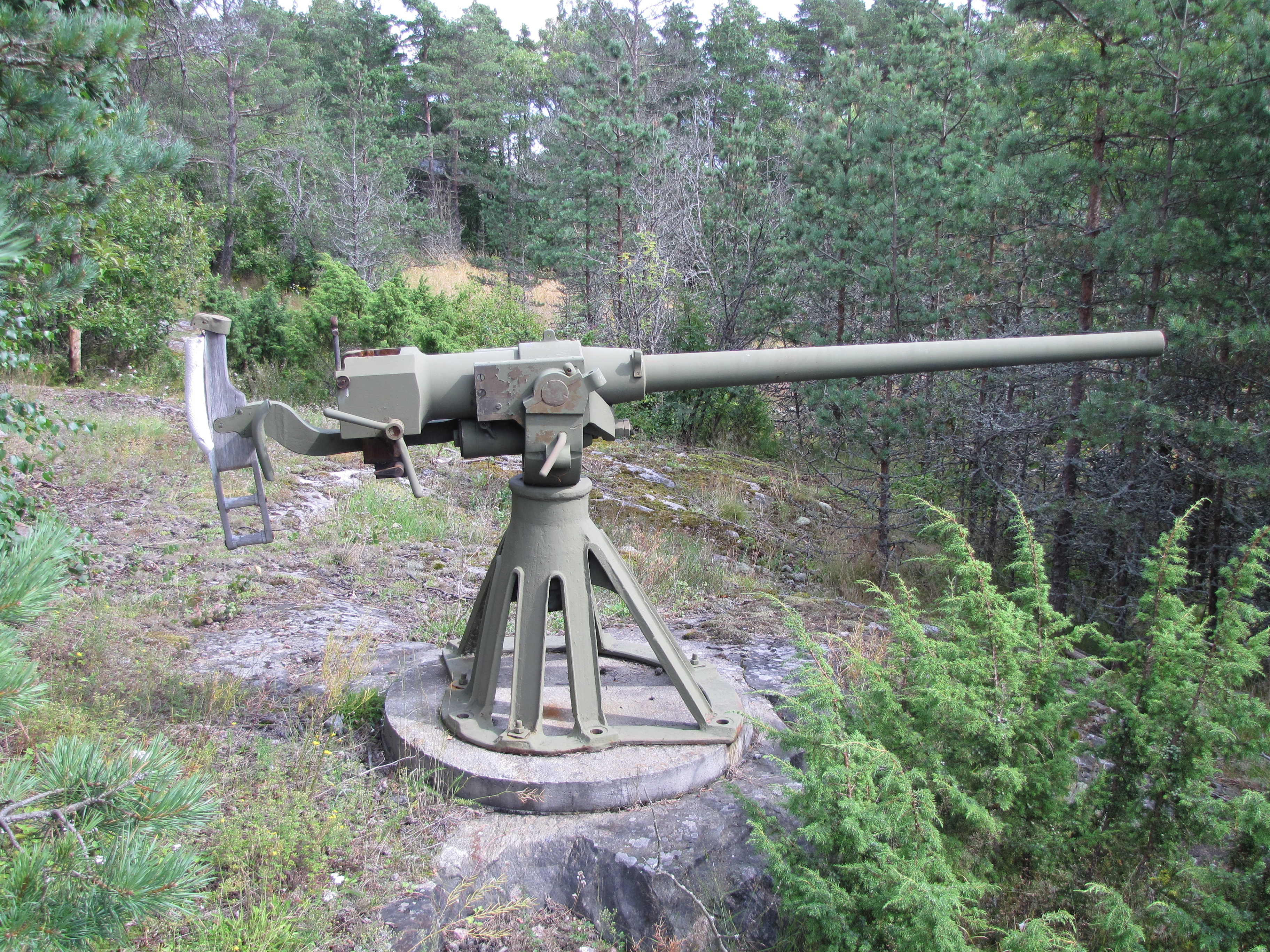
57/45
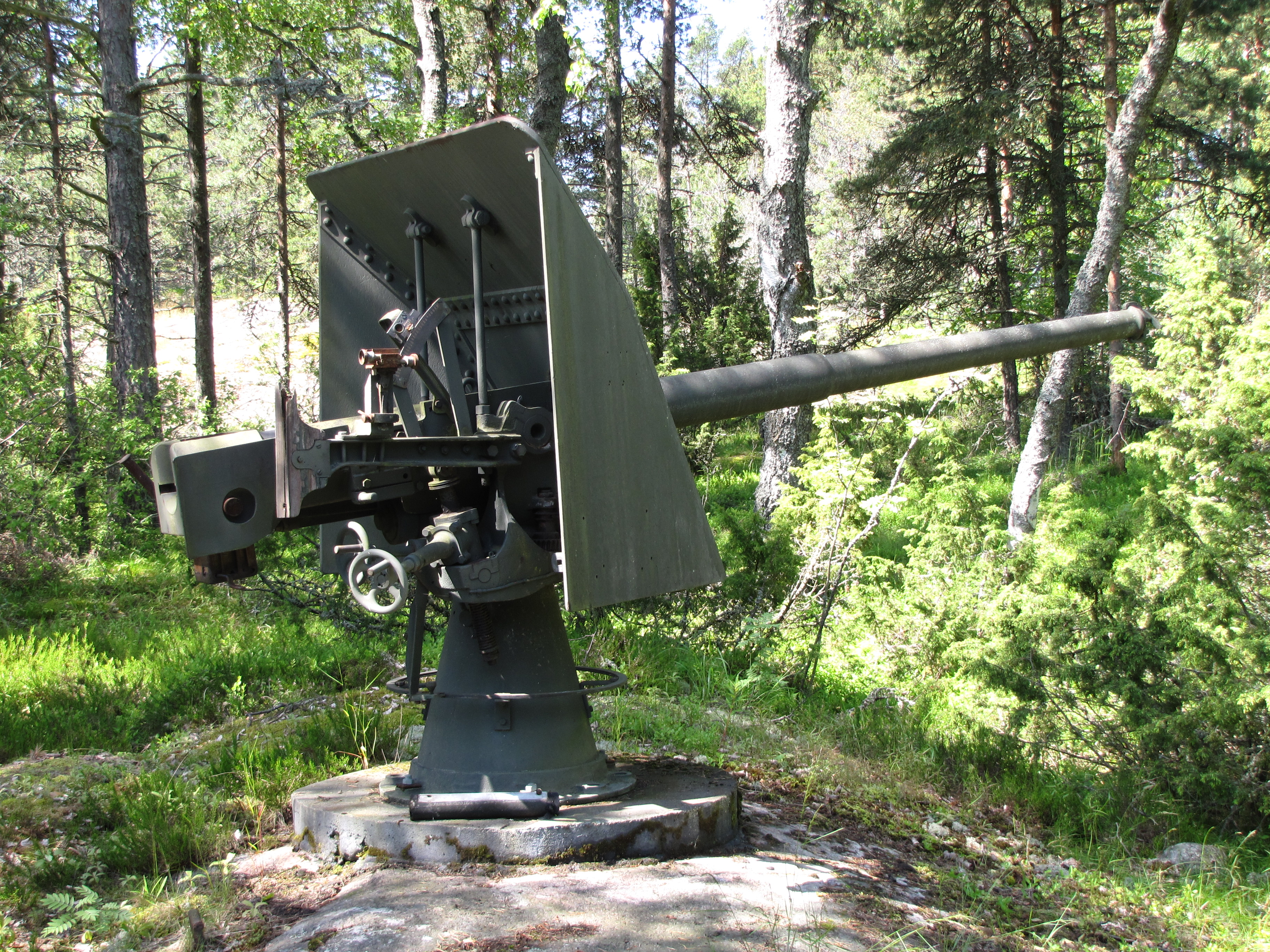
57 mm/58
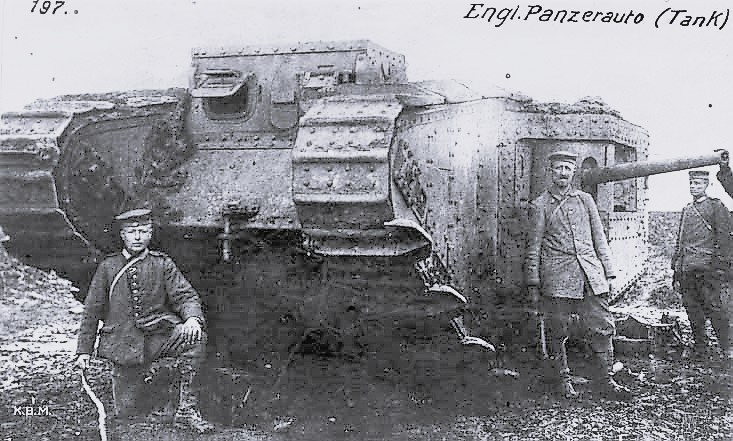
Немецкие солдаты на фоне английского танка с пушкой Гочкисса
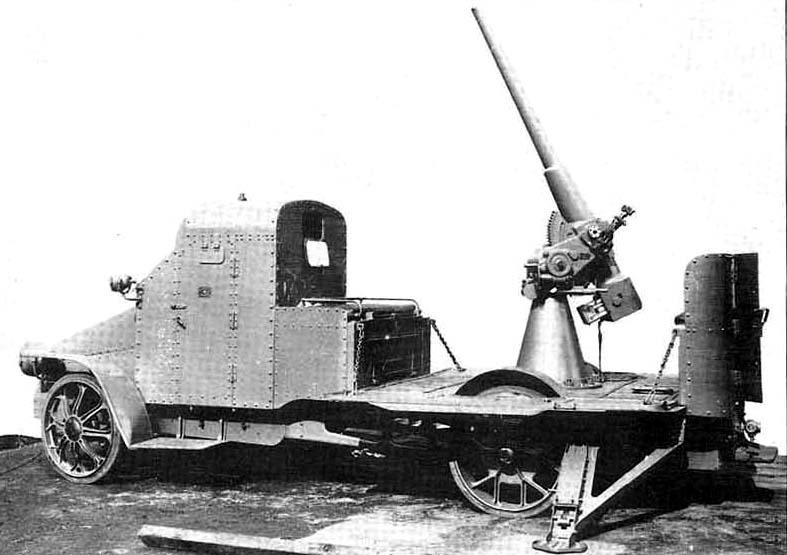
Российский зенитный бронеавтомобиль «Остин».